# نهرخلج
نهرخلج، روستایی از توابع بخش زنده‌رود شهرستان فریدن در استان اصفهان ایران است.

## جمعیت
این روستا در دهستان ورزق قرار دارد و براساس سرشماری مرکز آمار ایران در سال ۱۳۸۵، جمعیت آن ۲٬۵۸۴ نفر (۶۳۹خانوار) بوده‌است.

## زبان
مردم روستای نهرخلج به زبان ترکی سخن می‌گویند.